# Hybomys
Hybomys — рід гризунів з родини Muridae, ендемічний для Африки.

## Морфологічні характеристики
Смугасті миші досягають довжини тіла від 10 до 16 сантиметрів, плюс хвіст довжиною від 8 до 13 сантиметрів; вага становить від 30 до 70 грамів. Їхнє хутро здебільшого м’яке, коричневе або чорно-коричневе зверху та від біло-сірого до бежевого знизу. Уздовж спини тягнеться темна лінія вугра, але на окремих тварин це майже не видно. Лапи і хвіст коричневого або чорно-бурого кольору.

## Спосіб життя
Мешкають смугасті миші в Африці на південь від Сахари, ареал простягається від Гвінеї до Уганди. Місцем їхнього проживання є ліси та чагарники. Є як денні, так і нічні види, відпочивають у гнізді, побудованому в земляній норі. Дієта, ймовірно, складається як з комах, так і з рослинного матеріалу, наприклад фруктів.
Після періоду вагітності, який триває приблизно від 29 до 31 дня, самиця народжує від одного до чотирьох дитинчат. Вони відкривають очі через сім-десять днів; самиці стають статевозрілими в три місяці.

## Види
Рід містить такі види:
- Hybomys badius
- Hybomys basilii
- Hybomys lunaris
- Hybomys planifrons
- Hybomys trivirgatus
- Hybomys univittatus